# べろべろばぁ
『べろべろばぁ』は、1990年代後半から2000年3月30日まで岡山放送（OHK）で放送されていたバラエティ番組。
2020年10月18日（17日深夜）から2022年3月20日（19日深夜）まで『帰ってきたべろべろばぁ』のタイトルで復活していた。

## 概要
レギュラー放送時代は居酒屋のセットで収録を行い、文屋が大将役・OHKのアナウンサーが常連客役を務め、岡山に来たタレントとトークを行う番組であったが、復活版では文屋が岡山県内の飲食店を訪れる内容になっている。
米倉涼子のテレビ初出演番組。
YouTubeで見逃し配信を行っている。

## 放送時間
べろべろばぁ
- 毎週木曜日 24:00 - 24:30[3]
- 毎週木曜日 24:30 - 25:00[4]

帰ってきたべろべろばぁ
- 第3土曜日 25:50 - 26:05

## 出演者
- 文屋幸治（元OHKアナウンサー）